# Festival du cinéma méditerranéen de Montpellier 2023
Le Festival du cinéma méditerranéen de Montpellier 2023, 45e édition du festival, se déroule du 20 au 28 octobre 2023.

## Déroulement et faits marquants
Outre la compétition, la 45e édition du festival propose des hommages à Yolande Zauberman et Maroun Bagdadi, une rétrospective consacrée à Ettore Scola et un focus sur la nouvelle vague catalane portée par des réalisatrices.
Le 28 octobre 2023, le palmarès est dévoilé : le film turc Nuit noire en Anatolie de Özcan Alper remporte l'Antigone d'or, et le film israélien Le Déserteur de Dani Rosenberg celui de la critique,.

## Jury

### Longs métrages
- Pascal Elbé (président du jury), réalisateur
- Zineb Triki, actrice
- Nadia Ben Rachid, monteuse
- Jean-Baptiste Durand, réalisateur
- Arnaud Rebotini, compositeur

## Sélection

### En compétition
- Backstage de Khalil Benkirane et Afef Ben Mahmoud  Maroc  Tunisie
- Le Déserteur de Dani Rosenberg  Israël
- Excursion de Una Gunjak  Bosnie-Herzégovine
- La bella estate de Laura Luchetti  Italie
- Six pieds sur terre de Karim Bensalah  Algérie
- Notre Monde de Luàna Bajrami  Kosovo
- Creatura de Elena Martín Gimeno  Espagne
- Anna de Marco Amenta  Italie
- Nuit noire en Anatolie de Özcan Alper  Turquie

#### Film d'ouverture
- They Shot the Piano Player de Fernando Trueba et Javier Mariscal  Espagne

#### Film de clôture
- Vivement dimanche ! de François Truffaut  France

### Séance spéciale
- Underground de Emir Kusturica  Yougoslavie

### Panorama
- Dos Madres (Sobre todo de noche) de Víctor Iriarte  Espagne  Portugal
- La Mère de tous les mensonges de Asmae El Moudir  Maroc
- Un été à Boujad de Omar Mouldouira  Maroc
- Matria de Álvaro Gago Díaz  Espagne
- 20 000 espèces d'abeilles de Estibaliz Urresola Solaguren  Espagne
- Rideau de verre de Fikret Reyhan  Turquie
- Machtat de Sonia Ben Slama  Liban  Tunisie

### Focus: la nouvelle vague catalane
- Libertad de Clara Roquet  Espagne
- Les amigues de l'Àgata de Marta Verheyen, Laia Alabart, Alba Cros et Laura Rius Aran  Espagne
- El sostre groc de Isabel Coixet  Espagne
- Nos soleils (Alcarràs) de Carla Simón  Espagne
- La plaga de Neus Ballús  Espagne
- Été 93 (Estiu 1993) de Carla Simón  Espagne

### Rétrospective
- Ettore Scola

### Hommages
- Yolande Zauberman
- Maroun Bagdadi

## Palmarès

### Longs métrages
- Antigone d'or : Nuit noire en Anatolie de Özcan Alper
- Prix de la critique : Le Déserteur de Dani Rosenberg
- Prix du public : 20 000 espèces d'abeilles de Estibaliz Urresola Solaguren